# Buais-Les-Monts
Buais-Les-Monts ist eine französische Gemeinde mit 612 Einwohnern (Stand 1. Januar 2022) im Département Manche in der Region Normandie. Sie gehört zum Kanton Saint-Hilaire-du-Harcouët und zum Arrondissement Avranches.
Sie entstand mit Wirkung vom 1. Januar 2016 als Commune nouvelle durch die Zusammenlegung der ehemaligen Gemeinden Buais und Saint-Symphorien-des-Monts, die in der neuen Gemeinde den Status einer Commune déléguée haben. Der Verwaltungssitz befindet sich im Ort Buais.

## Gliederung
| Ortsteil                   | ehemaliger INSEE-Code | Fläche (km²) | Einwohnerzahl zum 1. Januar 2022 |
| -------------------------- | --------------------- | ------------ | -------------------------------- |
| Buais (Verwaltungssitz)    | 50090                 | 17,92        | 488                              |
| Saint-Symphorien-des-Monts | 50557                 | 06,81        | 124                              |

## Lage
Buais-Les-Monts liegt rund 35 Kilometer südöstlich von Avranches.

## Sehenswürdigkeiten

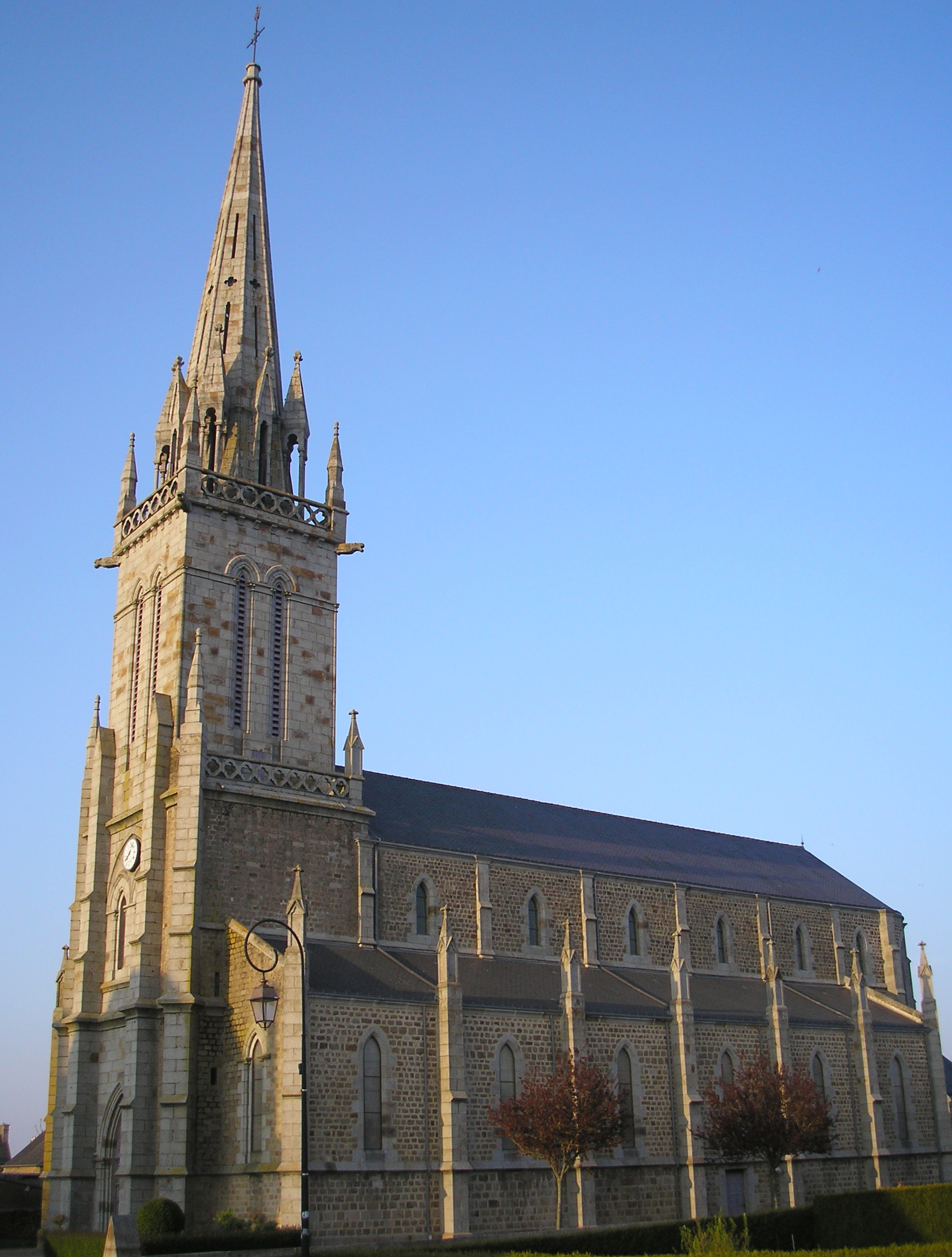
Kirche Sainte-Anne

- Kirche Sainte-Anne